# Iberis pectinata
El carraspique blanco o zarzara (Iberis pectinata, sin. I. crenata, I. bourgaei, I. bourgaea, I. sampaiana) es una planta herbácea anual de la familia de las brasicáceas. Presenta tallos pubescentes, simples o con ramificación distal, hojas oblongas, espatuladas, ligeramente dentadas y a veces pinnatífidas. La planta es hermafrodita; forma inflorescencias, en forma de subcorimbo, compuestas por flores de cuatro sépalos erectos formando el cáliz y otros tantos pétalos, actinomorfas en el centro y zigomorfas en la periferia del ramillete. El fruto es una silicua, seca y dehiscente, de forma cuadrangular, bivalva, que contiene numerosas semillas que se dispersan por anemocoria.